# Терехи (Опочецкий район)
Терехи — деревня в Опочецком районе Псковской области России. Входит в состав Глубоковской волости.

## География
Расположена на реке Черница, к востоку от озера Исенно (Есино), в 27 км к югу от города Опочка и в 2 км к северо-востоку от деревни Лобово.

## Население
| 2001 | 2002 | 2010 | 2013 | 2014 | 2015 | 2016 |
| ---- | ---- | ---- | ---- | ---- | ---- | ---- |
| 43   | ↗49  | ↘41  | ↘36  | ↗39  | ↘38  | ↗39  |

Численность населения по состоянию на начало 2001 года составляла 43 человека.

## История
С 1995 до 2005 года деревня входила в состав ныне упразднённой Лобовской волости. С 2006 до 2015 года деревня входила в Звонскую волость.